# Basarabia (periódico)
Basarabia fue el primer periódico en lengua rumana en ser publicado en la gobernación de Besarabia del Imperio ruso en 1906-1907.

## Historia

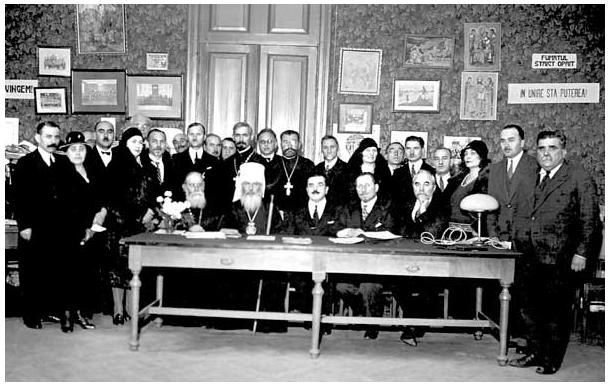
Los fundadores y empleados del Basarabia celebrando los 25 años desde su lanzamiento, mayo de 1931

Estuvo escrito en alfabeto cirílico rumano y tenía dos ediciones cada semana. 
Etiquetado como "Gaceta nacional-democrática", el periódico pedía en sus artículos reformas agrarias, autonomía y autogobierno para Besarabia y el uso del moldavo en escuelas y en la administración. Publicaron artículos aquí Constantin Stere, Ión Inculeţ, Ión Pelivan, Alexei Mateevici, y Pan Halippa.
El 1 de marzo de 1907, el diario publicó la canción patriótica rumana "Deşteaptă-te, române!" ("¡Despiértate, rumano!"), lo cual incitó al gobernador, Alexei Kharuzin, ordenar su clausura. Las familias nobles rusas y la Iglesia ortodoxa rusa empezaron una campaña de purga de nacionalistas rumanos en la Iglesia y en las instituciones culturales. Muchos de los seguidores del diario se exiliaron en Iaşi, en Rumanía, donde Stere les ayudó a incorporarse como estudiantes en la Universidad de Iaşi.
Un intento más moderado para continuar el trabajo de Basarabia empezó en 1907, con la publicación Víaţun Basarabiei dirigida por Alexis Nour, escrita en dos versiones: rumano en alfabeto latino y en alfabeto cirílico, pero después de seis tiradas (22 de abril - 25 de mayo de 1907), cesó su publicación.